# La incondicional
La Incondicional (français : L'inconditionnelle) est une chanson pop écrite, produite et arrangée par Juan Carlos Calderón et interprétée par le chanteur mexicain Luis Miguel. Il est sorti en 1989 en tant que troisième single de son album studio intitulé Busca una Mujer (1988) et est devenu son deuxième single no 1 du classement Billboard Hot Latin Songs après Ahora Te Puedes Marchar en 1987. La chanson a battu plusieurs records en Amérique latine, atteignant le sommet des hit-parades au Mexique (où elle est devenue le plus grand succès de l'année), en Argentine et au Chili, entre autres pays. Le succès de la chanson a permis à l'album de se hisser à la troisième place du classement Billboard Latin Pop Albums (en), avec des ventes d'environ quatre millions d'unités.
La Incondicional a remporté le prix de la chanson pop de l'année aux Premios Lo Nuestro en 1990. En 2008, VH1 Amérique latine a diffusé le programme intitulé « Les 100 meilleures chansons des années 1980 en espagnol » qui a déclaré La Incondicional la chanson numéro un des années 1980.

## Contexte
En 1988, la musique en espagnol a connu une métamorphose, allant de la pop au soi-disant rock en tu idioma (rock dans ta langue), donnant un aperçu du visage de la musique latine de la décennie suivante. Le rock mexicain, comme (Caifanes par exemple, ou argentin, Soda Stereo et Enanitos Verdes entre autres, et également espagnol, représenté notamment par Nacha Pop et Radio Futura, amène une vague d'alternatives d'artistes qui définiront une époque,.
La ballade romantique, a donné ses lettres de noblesse à une pop qui a séduit par des paroles et des mélodies. La place est occupée aussi bien par des jeunes comme Timbiriche ou Flans) que par des artistes plus adultes, Miguel Bosé, Emmanuel ou encore Mecano, et c'est là que Luis Miguel apparaît avec un son différent de celui qui l'avait rendu célèbre en Amérique latine durant ses premières années. Héritier d'interprètes masculins de renom tels que Julio Iglesias, José José, Juan Gabriel, Camilo Sesto et Raphael, et contemporain des nouvelles valeurs latino-américaines de la chanson comme Chayanne, Luis Miguel avait conquis l'Amérique latine dès son enfance grâce à sa voix puissante, sa présence et son jeu de scène, mais beaucoup craignaient que le changement d'âge n'affecte son niveau, ce qui ne s'était pas produit avec le changement de voix entre l'enfance et l'adolescence, et qui n'a pas affecté sa performance entre l'adolescence et son passage à l'âge adulte, qui l'a vu publier le succès Soy Como Quiero Ser en 1987.

## Dans les hit-parades
La chanson a fait ses débuts dans le hit-parade Billboard Hot Latin Songs à la 32e place la semaine du 1er avril 1989. Après sa première semaine à la 32e place, elle a été retirée du hit-parade pendant une semaine, puis est réapparue la semaine suivante à la 36e place et est montée jusqu'au Top 10 la semaine du 6 mai. La Incondicional a atteint la première place la semaine du 27 mai, et a occupé cette position pendant sept semaines consécutives (en remplaçant Cómo Tú par José José et en étant remplacé par Baila Mi Rumba par José Luis Rodríguez (en). Elle s'est classé troisième dans le classement de fin d'année de Hot Latin Songs en 1989 et est devenu le deuxième single de Luis Miguel à être classé no 1 aux États-Unis, après Ahora Te Puedes Marchar qui avait atteint la première place deux ans plus tôt. En Amérique latine, il a atteint la première place des hit-parades au Guatemala et en Équateur,. La chanson a été certifiée or au Mexique.

## Clip
Le clip de La incondicional, réalisé para Pedro Torres, qui a déjà tourné deux autres vidéos musicales de Miguel, est la première « superproduction » mexicaine. Dans une ambiance « Top Gun, l'œuvre raconte la séparation d'un jeune couple parce que l'homme part servir son pays. Le clip comprend l'une des scènes les plus emblématiques de la pop latino-américaine, la coupe de cheveux de Luis Miguel.
Le tournage a eu lieu au Heroico Colegio Militar de México (en), un cadre choisi pour avoir un ton très réaliste. Mais il n'est pas facile d'enregistrer à l'institution, car le chanteur doit se soumettre aux mêmes règles que n'importe quel soldat. Ainsi, le musicien « a sauté d'une plate-forme de 10 mètres pour un plongeon, a descendu en rappel un immeuble et a vécu la vie d'un militaire », se souvient Pedro Torres. La star de la musique romantique a exécuté chaque commande à la lettre. Cependant, le grand problème est apparu lorsqu'il a appris que parmi les demandes du secrétaire à la Défense, Antonio Riviello Bazán, il y avait une règle obligatoire, la coupe de cheveux,.
« Au début, il a refusé catégoriquement », a rappelé le producteur. Il ne voulait tout simplement pas laisser de côté sa coiffure particulière, signe de distinction parmi ses millions d'adeptes. Parmi toutes les anecdotes du tournage, qui a duré quatre jours entre les enregistrements du collège et ceux de l'école de l'armée de l'air de Sainte-Lucie, celle concernant la coupe de cheveux est la plus stressante et celle qui est la plus tendue,.

## Reprises
La Incondicional a été reprise par plusieurs interprètes, dont Richard Clayderman, Edith Márquez et Emilio Santiago,.
Sergio Vargas (en), de la République dominicaine, a également enregistré une version merengue tropicale de la chanson qui a été incluse dans son quatrième album éponyme. Cette version a atteint la 28e place du palmarès Billboard Hot Latin Songsen 1990.
La chanteuse espagnole Elsa Ríos a inclus une version de la chanson sur son album de 2007, également intitulé La Incondicional, qui était un album hommage à Juan Carlos Calderón. L'album a atteint la 61e place du classement des albums espagnols.
La chanteuse Sally Yeh, née à Taïwan et habitant à Hong Kong, a également enregistré une version cantopop intitulée 他 (français : Lui) pour son album de 1990, 珍重 (français : Trésor) chanté en langue chinoise, le cantonais.